# Hans Joachim Berbig
Hans Joachim Berbig (* 11. August 1935; † 17. Juni 2013) war ein deutscher Lehrer, Studiendirektor und Schulbuchautor.

## Werdegang
Berbig promovierte 1960 an der Philosophischen Fakultät der Universität München. Er unterrichtete an einem Gymnasium in Marktredwitz und war Fachvorsitzender für Geschichte und Sozialkunde. Er war Autor und Gutachter von Schulbüchern sowie Verfasser zahlreicher Werke und Aufsätze zur Stadt-, Landes-, Reichs-, Kirchen- und Geistesgeschichte.
Er war Mitglied des Bundeskomitees der Union der Europäischen Föderalisten (UEF). Sein Nachlass befindet sich im Stadtarchiv Neustadt bei Coburg.

## Ehrungen
- Verdienstkreuz am Bande der Bundesrepublik Deutschland
- Silberne Ehrennadel der Europa-Union Deutschland